# Клавдий Мамертин
Клавдий Мамертин (на латински: Claudius Mametinus) е политик и оратор на Римската империя през 4 век.
През 361 г. той става преториански префект на Илирия, по-късно и на Италия и Африка. През 362 г. Мамертин е консул заедно с Невита.